# Xian autonome li et miao de Baoting
Le xian autonome li et miao de Baoting (chinois : 保亭黎族苗族自治县 ; pinyin : Bǎotíng lízú miáozú Zìzhìxiàn) est un district administratif de la province chinoise insulaire de Hainan. Il est administré directement par la province.

## Démographie
La population du district était de 146,684 habitants en 2010, d'après le recensement officiel, mais estimée à 155 575 habitants en 1999.

## Tourisme
Baoting est une petite ville de la minorité des Li. Elle est connue pour ses sources chaudes en pleine forêt tropicale.
Le tourisme (bungalows, complexes hôteliers, bains extérieurs) se développe autour de la spectaculaire montagne des Sept Fées culminant à une altitude de 1126 mètres.